# 李氏星衫魚
李氏星衫魚（学名：Astronesthes richardsoni）为輻鰭魚綱巨口鱼目巨口鱼科的其中一種。分布于大西洋區的熱帶及亞熱帶海域，為深海魚類，棲息深度275-1000公尺，體長可達15.9公分，屬肉食性，以魚類及甲殼類等為食。

## 扩展阅读
維基物種上的相關：李氏星衫魚